# Michael López
Michael López Medina (Los Andes, 2 de abril de 1989) es un futbolista chileno que juega como defensa. Actualmente es Agente libre

## Biografía
Se inició como jugador de fútbol en las divisiones inferiores del club Trasandino de Los Andes donde durante el 2011 defendió al club en el primer equipo, hasta que fue fichado el 2012 por Unión San Felipe.
Para la temporada 2013/14 se incorpora a Deportes Melipilla de la Segunda División Profesional.

## Clubes
| Club               | País  | Año       |
| ------------------ | ----- | --------- |
| Trasandino         | Chile | 2011      |
| Unión San Felipe   | Chile | 2012-2013 |
| Deportes Melipilla | Chile | 2013-2014 |
| Lota Schwager      | Chile | 2014-2015 |
| Coquimbo Unido     | Chile | 2015-2016 |
| Deportes Vallenar  | Chile | 2016-2017 |
| Deportes Melipilla | Chile | 2017      |